# Лёвенталь, Дагоберт
Дагоберт Лёвенталь (нем. Dagobert Löwenthal; 21 сентября 1849, Кёнигсберг — 21 сентября 1914, Берлин) — немецкий скрипач, альтист и композитор еврейского происхождения.
Выступал с детских лет, уже в 13 лет начал сам давать уроки. В 1870—1871 гг. совершенствовался как скрипач в Берлине под руководством Йозефа Иоахима, затем учился также у Генриха де Аны и Эдуарда Раппольди. После этого на протяжении 25 лет концертмейстер филармонического оркестра в Кёнигсберге. С 1897 г. жил и работал в Берлине, в течение четырёх лет альтист в струнном квартете Вальдемара Майера; опубликовал статью «Тёплое слово для альта» (нем. Ein warmes Wort für die Bratsche) в лейпцигской Zeitschrift für Instrumentenbau. Затем преимущественно занимался педагогической деятельностью.
Автор небольших камерных сочинений.